# No Exit (computerspel)
No Exit is een computerspel dat werd uitgegeven door Tomahawk. Het spel kwam in 1990 uit voor een aantal homecomputers. Het spel is een vechtspel waarbij de speler tegenstanders moet verslaan. Elk gevecht moet binnen de tijd gewonnen zijn. Tijdens het spel kan tot driemaal een modus geactiveerd worden waarbij de speler een monster wordt en de tegenstander meer schade toegebracht kan worden. Het spel kan door een of twee spelers tegelijkertijd gespeeld worden.

## Platforms
| Platform    | Jaar |
| ----------- | ---- |
| Amiga       | 1990 |
| Amstrad CPC | 1990 |
| Atari ST    | 1990 |
| DOS         | 1990 |

## Ontvangst
| Beoordeeld door | Platform | Datum         | Score |
| --------------- | -------- | ------------- | ----- |
| Amiga Joker     | Amiga    | december 1990 | 32%   |
| Power Play      | Amiga    | januari 1991  | 24%   |